# Meillonnas
Meillonnas [mɛjɔna] est une commune française, située dans le département de l'Ain en région Auvergne-Rhône-Alpes.

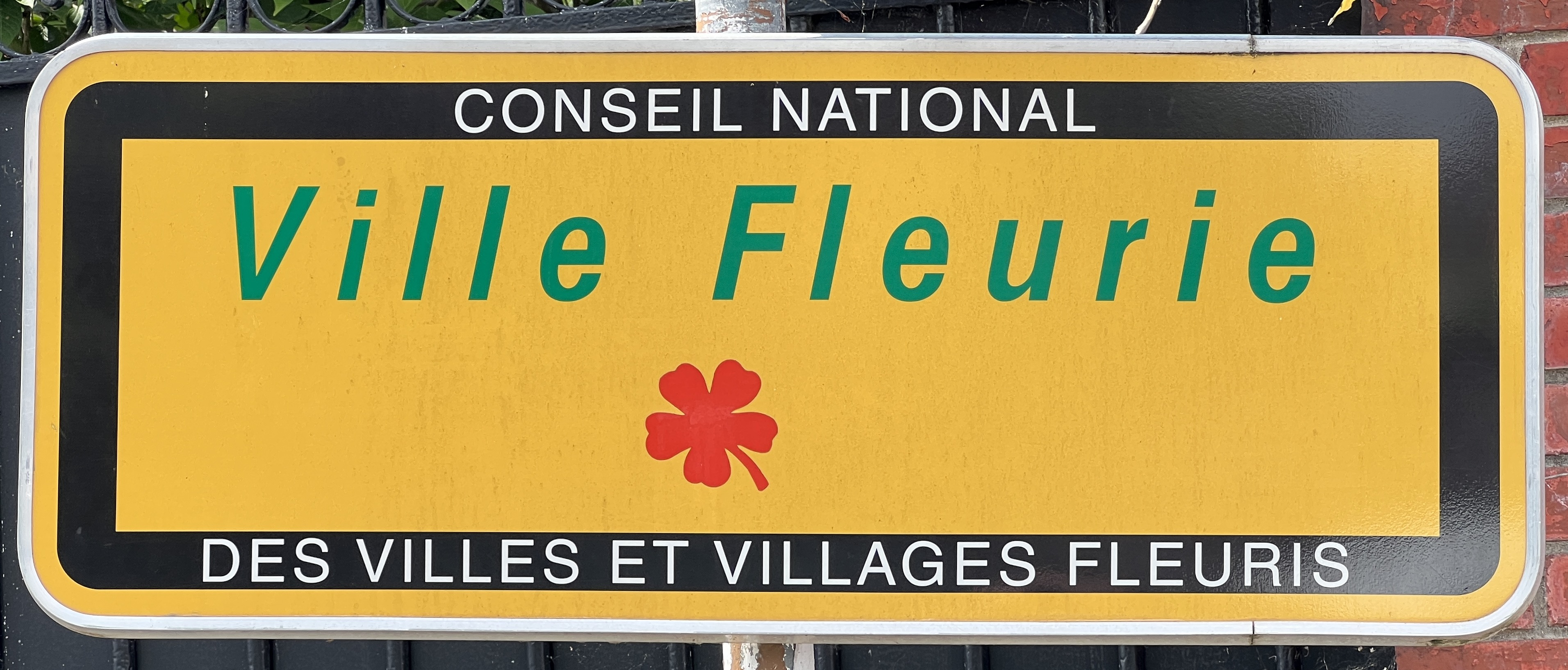
La récompense "Ville Fleurie", également connue sous le nom de "Villes et Villages fleuris, anciennement appelée concours, a été créée en 1959 en France pour promouvoir le fleurissement, l'environnement de vie et les espaces verts.

## Géographie
Meillonnas est à cheval entre le Revermont à l'est du bourg et la Bresse à l'ouest.

### Climat
Pour des articles plus généraux, voir Climat d'Auvergne-Rhône-Alpes et Climat de l'Ain.
En 2010, le climat de la commune est de type climat des marges montargnardes, selon une étude du CNRS s'appuyant sur une série de données couvrant la période 1971-2000. En 2020, Météo-France publie une typologie des climats de la France métropolitaine dans laquelle la commune est exposée à un climat semi-continental et est dans la région climatique Bourgogne, vallée de la Saône, caractérisée par un bon ensoleillement (1 900 h/an), un été chaud (18,5 °C), un air sec au printemps et en été et des vents faibles.
Pour la période 1971-2000, la température annuelle moyenne est de 11,3 °C, avec une amplitude thermique annuelle de 17,8 °C. Le cumul annuel moyen de précipitations est de 1 272 mm, avec 12,3 jours de précipitations en janvier et 8,3 jours en juillet. Pour la période 1991-2020, la température moyenne annuelle observée sur la station météorologique de Météo-France la plus proche, « Ceyzériat_sapc », sur la commune de Ceyzériat à 8 km à vol d'oiseau, est de 11,7 °C et le cumul annuel moyen de précipitations est de 1 032,6 mm,. Pour l'avenir, les paramètres climatiques de la commune estimés pour 2050 selon différents scénarios d'émission de gaz à effet de serre sont consultables sur un site dédié publié par Météo-France en novembre 2022.

## Urbanisme

### Typologie
Au 1er janvier 2024, Meillonnas est catégorisée commune rurale à habitat dispersé, selon la nouvelle grille communale de densité à 7 niveaux définie par l'Insee en 2022.
Elle est située hors unité urbaine. Par ailleurs la commune fait partie de l'aire d'attraction de Bourg-en-Bresse, dont elle est une commune de la couronne,. Cette aire, qui regroupe 80 communes, est catégorisée dans les aires de 50 000 à moins de 200 000 habitants,.

### Occupation des sols
L'occupation des sols de la commune, telle qu'elle ressort de la base de données européenne d’occupation biophysique des sols Corine Land Cover (CLC), est marquée par l'importance des territoires agricoles (54,3 % en 2018), en diminution par rapport à 1990 (55,1 %). La répartition détaillée en 2018 est la suivante : 
forêts (41,5 %), terres arables (35,3 %), prairies (16,9 %), zones urbanisées (4,1 %), zones agricoles hétérogènes (2,1 %), milieux à végétation arbustive et/ou herbacée (0,1 %).
L'évolution de l’occupation des sols de la commune et de ses infrastructures peut être observée sur les différentes représentations cartographiques du territoire : la carte de Cassini (XVIIIe siècle), la carte d'état-major (1820-1866) et les cartes ou photos aériennes de l'IGN pour la période actuelle (1950 à aujourd'hui).

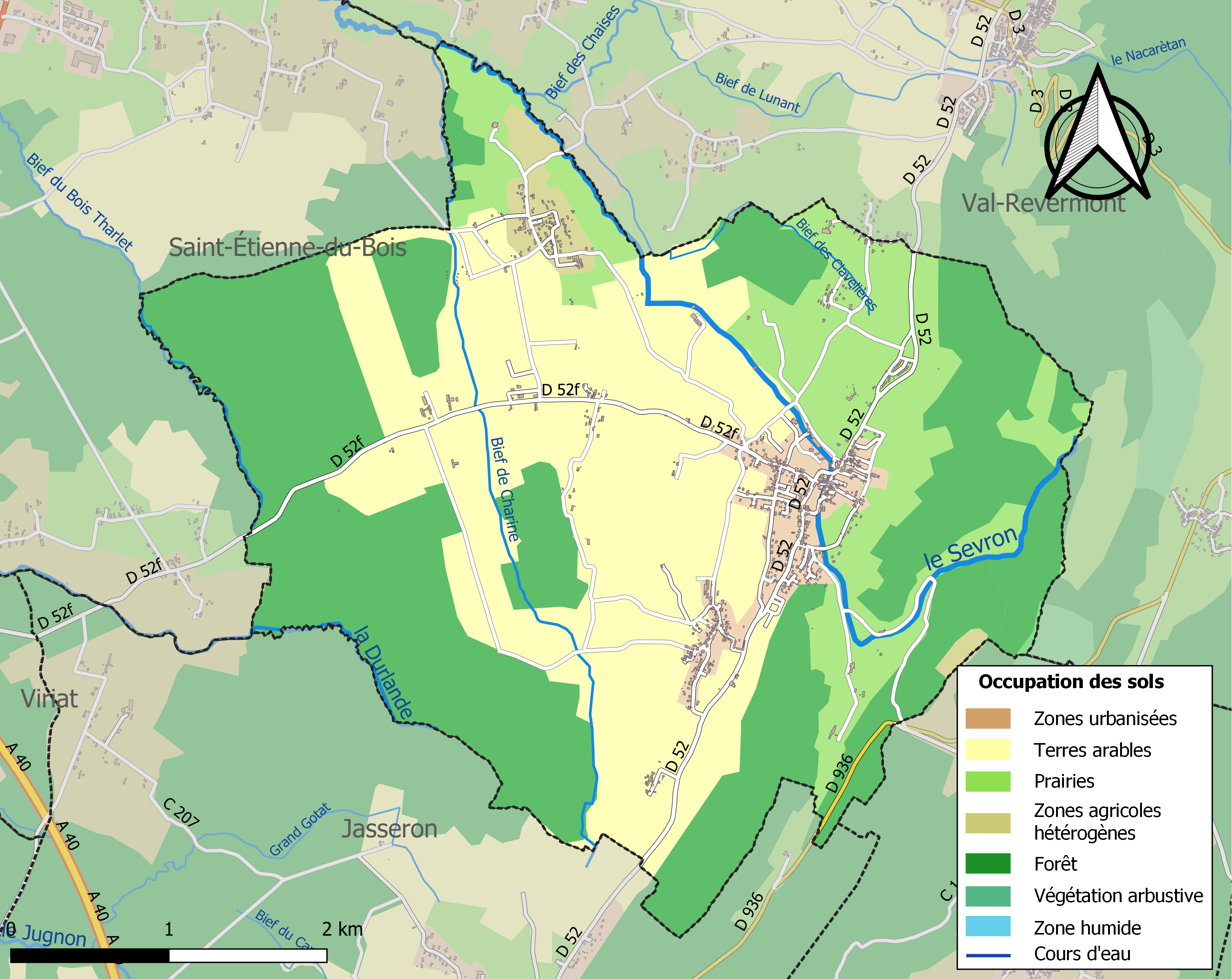
Carte des infrastructures et de l'occupation des sols de la commune en 2018 (CLC).

## Histoire

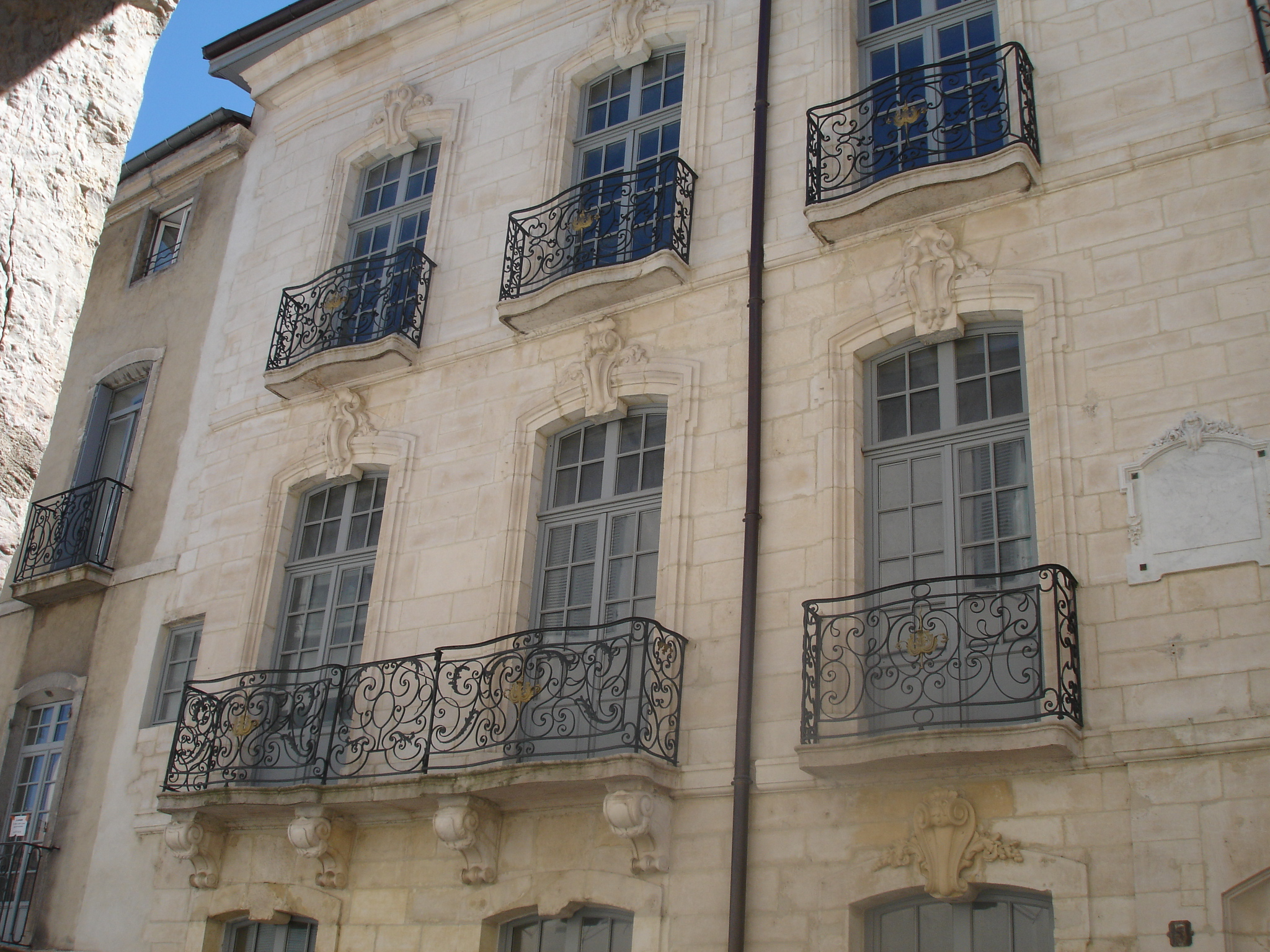
Hôtel Marron de Meillonnas à Bourg.

La paroisse de Meillonnas (In villa Miloniaco ; de Mellioniaco ; Mellyona, Mellona, Melionaz, Melionassous) sous le vocable de saint Oyen relevait de la seigneurie de Meillonas qui avait pour centre le château éponyme.
Le prévôt de Saint-Pierre de Mâcon nommait à la cure. L'église de Saint-Oyen de Meillonnas, qui dépendait originairement de la manse archiépiscopale de Lyon, fut donnée, vers 1080, par l'archevêque Gébuin aux religieux de Saint-Pierre de Mâcon
En 1110, Rolland Brissin, chevalier, sur le point de se croiser pour Jérusalem, confirma ce don et l'augmenta d'un étang, d'une vigne et de tous les bois nécessaires pour construire des maisons. C'est très-probablement vers cette époque que les religieux de Saint-Pierre établirent à Meillonnas, sous le vocable de sainte Agathe, un prieuré de leur ordre, qui était déjà uni à l'église au XVIIe siècle. Par son testament, daté de juillet 1248, Humbert, sire de Beaujeu, légua 60 sous forts à l'église paroissiale. Jean de Corgenon, chevalier, y fonda, en 1382, la chapelle dédiée à Notre-Dame, ainsi que le constatait l'inscription suivante : « Anno Domini millesimo CCC octuagesimo secundo, dominus Joannes de Corgenone, filius quondam domini Humberti de Corgenone dominusque de Meillonas, fecit fieri opus istud ». La collecte de toutes les dîmes de la paroisse se faisait au nom du chapitre de Saint-Pierre de Mâcon, mais le curé prélevait dessus, pour son entretien, 56 coupes de froment, 56 de blondé, 80 mesures d'avoine, 6 tonneaux de vin et 40 écus d'argent. Il jouissait, en outre, du revenu d'une vigne de 6 ouvrées et de quelques terres.
En 1760, Gaspard de Marron, baron de Meillonnas, et son épouse Marie-Anne Carrelet de Marron ont joué un rôle important, lui dans le développement de la commune puisqu'il est le fondateur à cette date de la fameuse faïencerie qui a fait la renommée du village, elle par son goût des arts et des lettres.
Les peintres venaient de loin, jusque de Moustiers, pour découvrir les célèbres faïences du village. Leur originalité est due à la couleur de l'argile utilisée, la terre rouge de Meillonnas, qui va du rose aux tons rougeâtres et les décors floraux aux teintes chaudes ; gamme de rouges, jaunes et violets. Au XXIe siècle, une entreprise artisanale en poursuit la tradition.

## Politique et administration

### Découpage territorial
La commune de Meillonnas est membre de la communauté d'agglomération du Bassin de Bourg-en-Bresse, un établissement public de coopération intercommunale (EPCI) à fiscalité propre créé le 1er janvier 2017 dont le siège est à Bourg-en-Bresse. Ce dernier est par ailleurs membre d'autres groupements intercommunaux.
Sur le plan administratif, elle est rattachée à l'arrondissement de Bourg-en-Bresse, au département de l'Ain et à la région Auvergne-Rhône-Alpes. Sur le plan électoral, elle dépend du  canton de Saint-Étienne-du-Bois pour l'élection des conseillers départementaux, depuis le redécoupage cantonal de 2014 entré en vigueur en 2015, et de la première circonscription de l'Ain  pour les élections législatives, depuis le dernier découpage électoral de 2010.

### Administration municipale

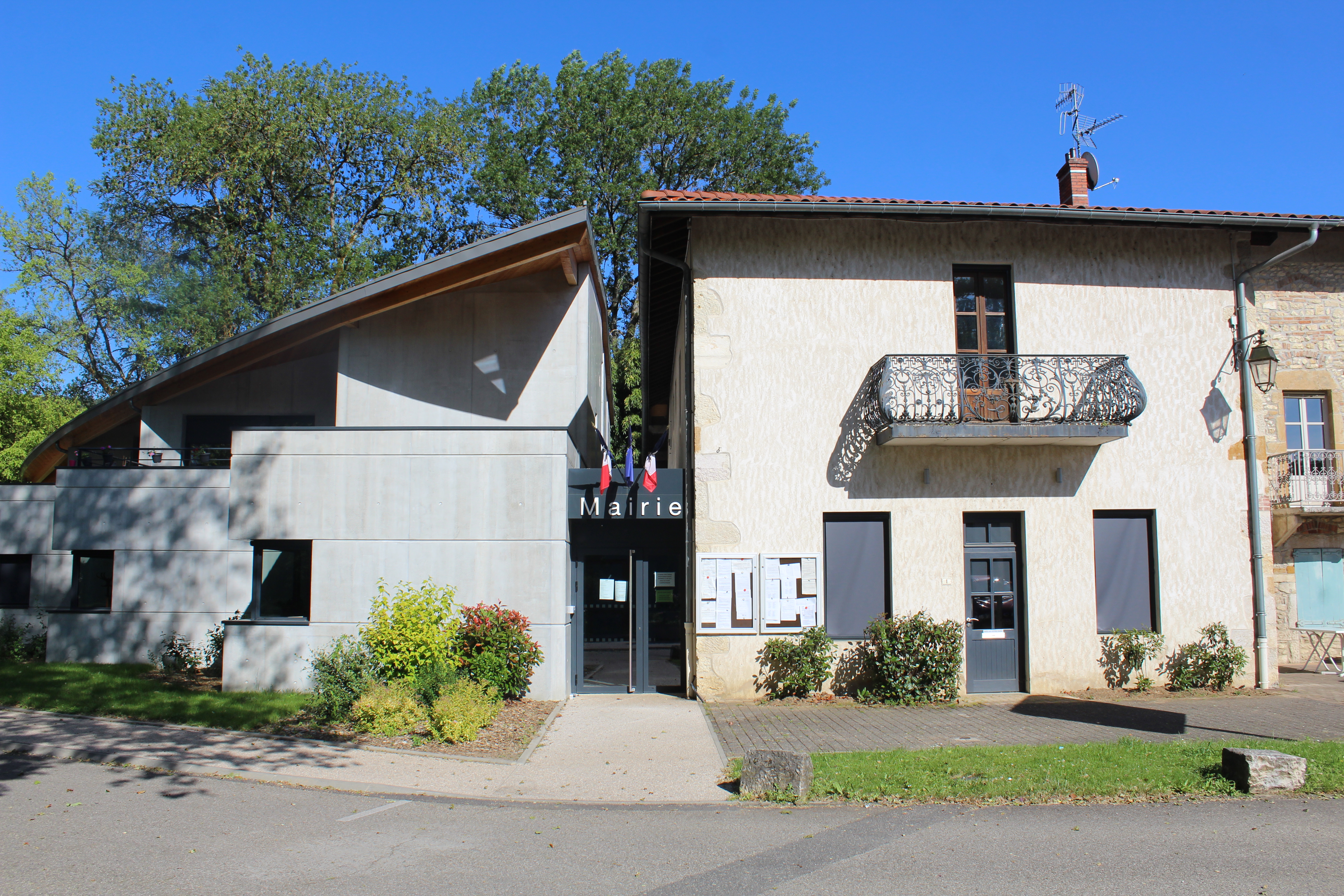
Mairie.

| Période                                  | Période                    | Identité            | Étiquette | Qualité                                                  |
| ---------------------------------------- | -------------------------- | ------------------- | --------- | -------------------------------------------------------- |
| 1944                                     | 1954                       | Élie Barillot       |           |                                                          |
| 1954                                     | 1961                       | Félix Jacquet       | DvG       |                                                          |
| 1961                                     | 1989                       | Pierre Joly         | DvG       | agriculteur                                              |
| 1989                                     | septembre 2010 (démission) | Pierre Bailloud     | DvG       |                                                          |
| septembre 2010                           | mai 2020                   | Jean-Paul Neveu     |           | Retraité des artisans, commerçants et chefs d'entreprise |
| mai 2020                                 | En cours                   | Jean-Pierre Arragon |           | Contremaître, agent de maîtrise                          |
| Les données manquantes sont à compléter. |                            |                     |           |                                                          |

## Population et société

### Démographie
L'évolution du nombre d'habitants est connue à travers les recensements de la population effectués dans la commune depuis 1793. Pour les communes de moins de 10 000 habitants, une enquête de recensement portant sur toute la population est réalisée tous les cinq ans, les populations de référence des années intermédiaires étant quant à elles estimées par interpolation ou extrapolation. Pour la commune, le premier recensement exhaustif entrant dans le cadre du nouveau dispositif a été réalisé en 2004.
En 2022, la commune comptait 1 383 habitants, en évolution de +3,83 % par rapport à 2016 (Ain : +5,15 %, France hors Mayotte : +2,11 %).
| 1793  | 1800  | 1806  | 1821  | 1831  | 1836  | 1841  | 1846  | 1851  |
| ----- | ----- | ----- | ----- | ----- | ----- | ----- | ----- | ----- |
| 1 402 | 1 409 | 1 431 | 1 233 | 1 265 | 1 287 | 1 249 | 1 260 | 1 241 |

| 1856  | 1861  | 1866  | 1872  | 1876  | 1881  | 1886 | 1891 | 1896 |
| ----- | ----- | ----- | ----- | ----- | ----- | ---- | ---- | ---- |
| 1 148 | 1 125 | 1 154 | 1 121 | 1 103 | 1 045 | 980  | 920  | 937  |

| 1901 | 1906 | 1911 | 1921 | 1926 | 1931 | 1936 | 1946 | 1954 |
| ---- | ---- | ---- | ---- | ---- | ---- | ---- | ---- | ---- |
| 915  | 940  | 853  | 718  | 731  | 684  | 703  | 674  | 611  |

| 1962 | 1968 | 1975 | 1982 | 1990  | 1999  | 2004  | 2006  | 2009  |
| ---- | ---- | ---- | ---- | ----- | ----- | ----- | ----- | ----- |
| 610  | 630  | 671  | 891  | 1 051 | 1 204 | 1 286 | 1 305 | 1 301 |

| 2014  | 2019  | 2022  | - | - | - | - | - | - |
| ----- | ----- | ----- | - | - | - | - | - | - |
| 1 310 | 1 356 | 1 383 | - | - | - | - | - | - |

### Évènements
Le Comité d'Animation, des Fêtes et Événement de Meillonnas (CAFÉ) organise tous les ans des manifestations dont histoire d'argile... Meillonnas (qui est un marché de potiers avec des conférences et des expositions) et la meillonnaise (qui est une course par équipe de 2 avec un seul VTT que l'on doit se partager).

## Économie
Les Faïences de Meillonnas fabriquent avec des moules anciens et décorent à la main levée des pièces uniques en faïence depuis 1967. Boutique sur place.

## Culture locale et  patrimoine

### Lieux et monuments
- Église Saint-Oyen de Meillonnas ; l'église gothique avec deux chapelles ornées de « peintures à fresque » des XIVe et XVe siècles.

L'église fait l’objet d’un classement au titre des monuments historiques par arrêté du 7 novembre 2002.
- Château de Meillonnas ; c'est un ancien château fort du XIVe siècle plusieurs fois remanié, centre de la seigneurie de Meillonas, qui se dresse rue de l'Ancienne-Faïencerie. Le château, en partie propriété de la commune, n'est pas ouvert au public, mais il est possible pour les spécialistes de le visiter.

Le château en totalité ainsi que les parcelles sur lesquelles il se trouve ainsi que les parcelles adjacentes et l'ancien lieu-dit  le Pré aux Fosses  font l’objet d’une inscription au titre des monuments historiques par arrêté du 4 juillet 2007.
- Chapelle gothique à Sanciat.
- Balade dans Meillonnas et ses environs

Le village possède un savoir-faire très ancien en matière de faïencerie, datant de 1760, artisanat reconnu qui a dépassé les frontières de la région. C'est un village qui a conservé de belles maisons de pierre, dont certaines à colombages. Les chemins de randonnées, nombreux aux alentours permettent soit de descendre vers la plaine de Bresse, soit d'aller vers le col de Justice et de France en découvrant les sites naturels des contreforts du Revermont.

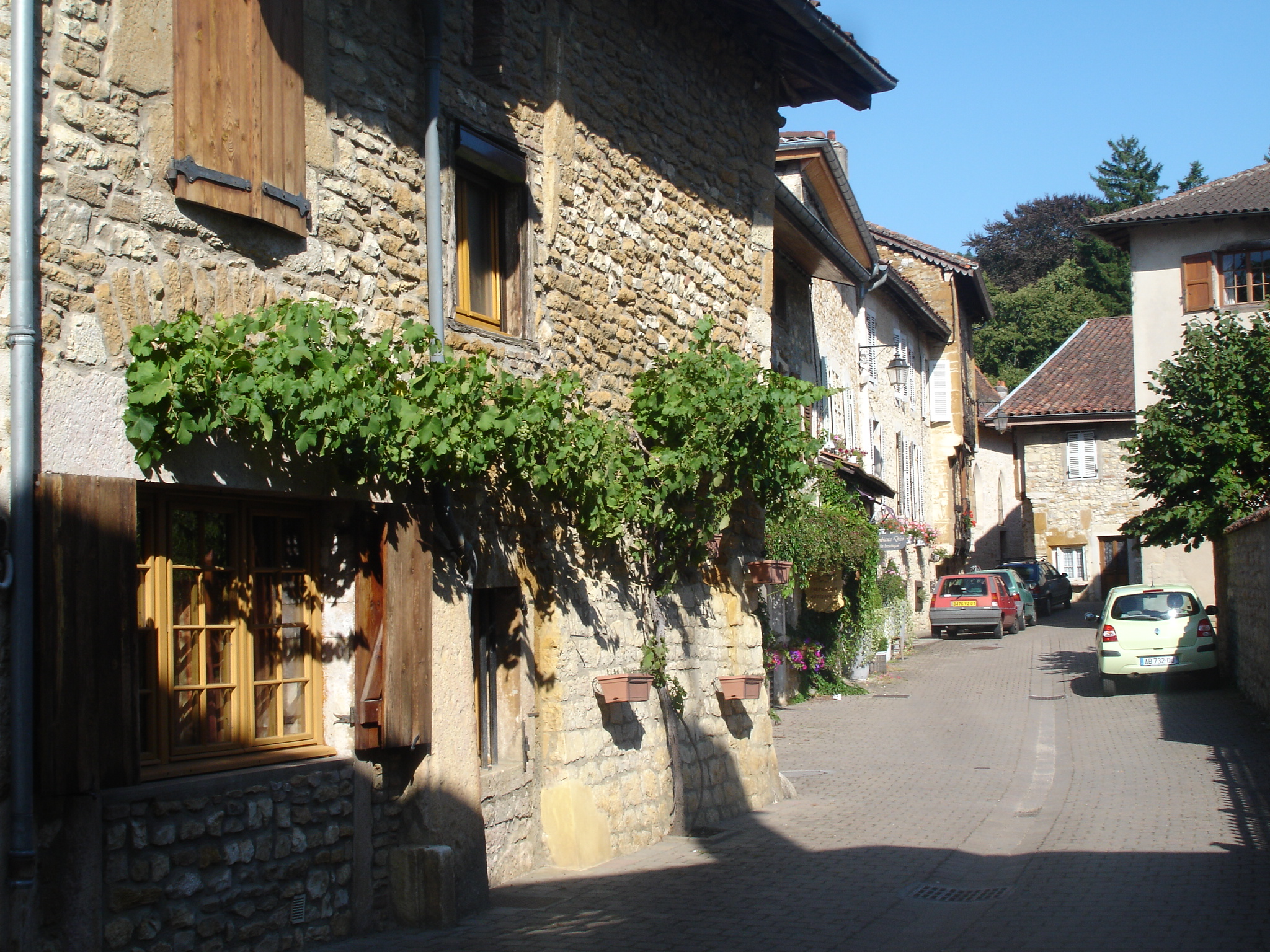
Rue ancienne.
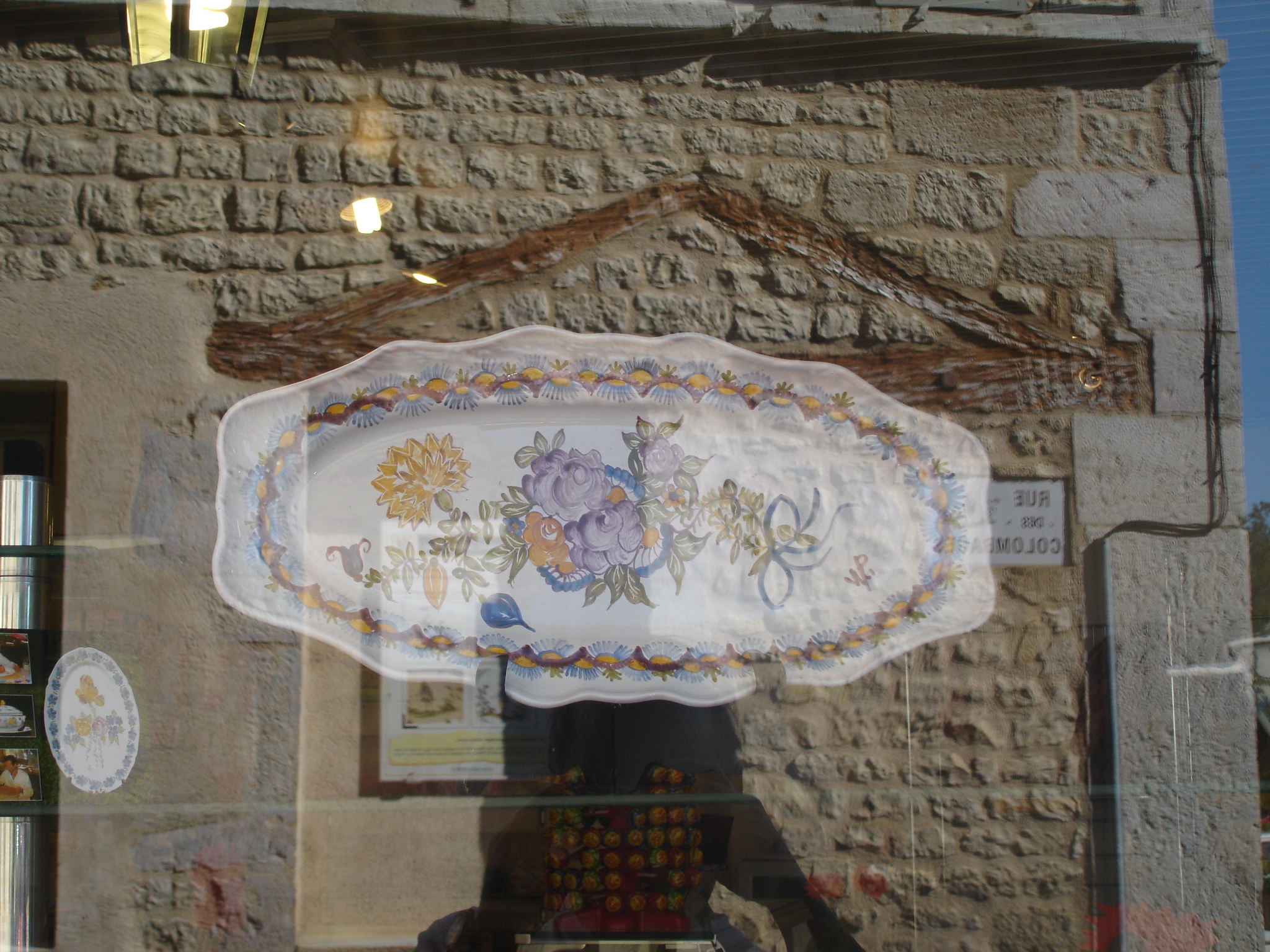
Exposition de faïences.
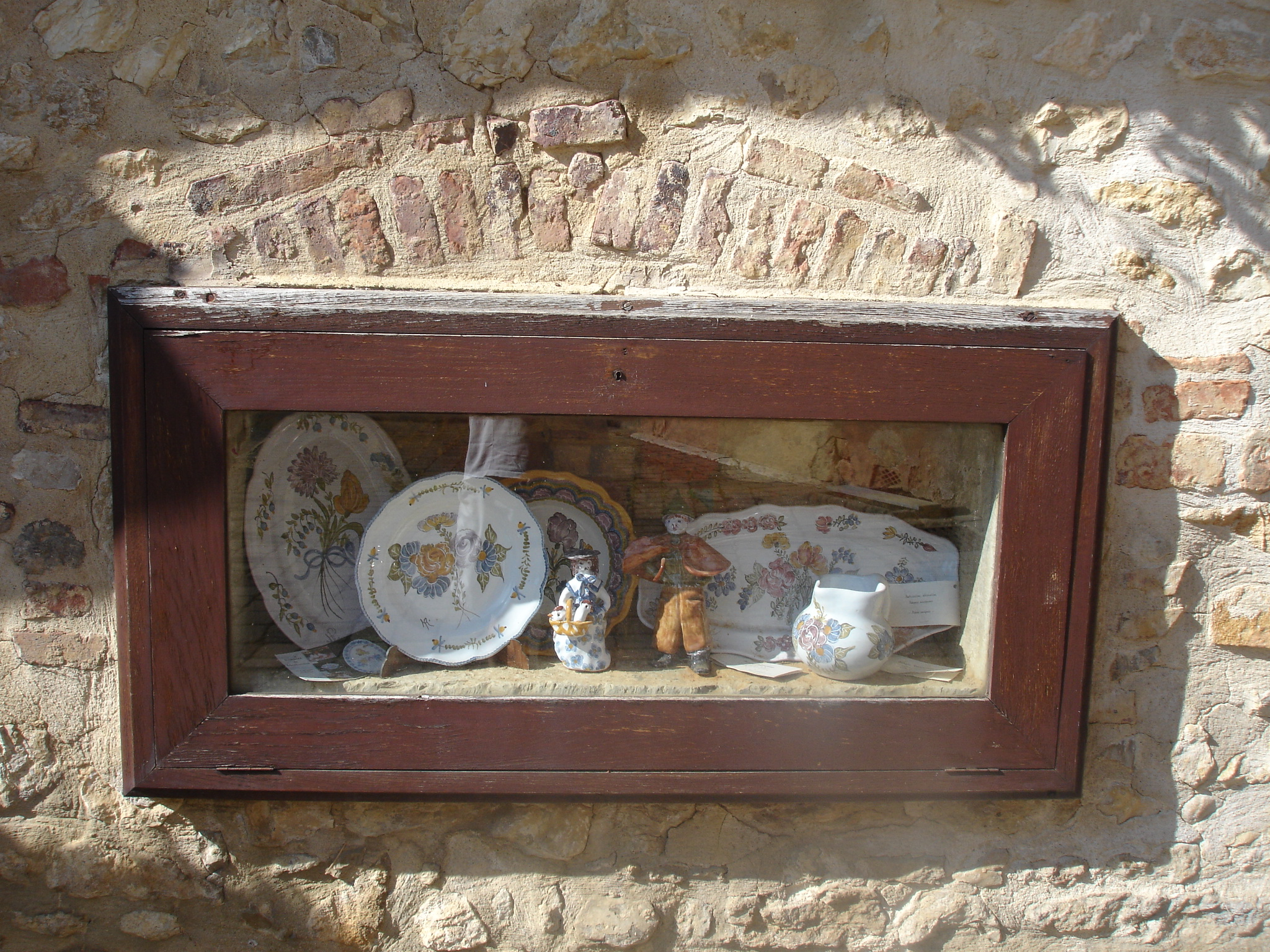
Exposition de faïences.

### Espaces verts et fleurissement
En 2014, la commune obtient le niveau « une fleur » au concours des villes et villages fleuris.

### Personnalités liées à la commune
- Roger Vailland[26],[27] (1907-1965) a passé les dix dernières années de sa vie avec sa femme Elisabeth Naldi, dans cette commune où il est enterré depuis 1965.

### Héraldique
| Blason de Meillonnas | Blason  | D’or à l'assiette de sinople chargée d'une rose de Gautherot (de Goutière) tigée d'argent feuillée de deux pièces du champ, soutenue d'une branche de marronnier feuillée et fruitée de deux marrons de sinople ; au chef de gueules chargé à dextre d'une aigle d'argent, becquée, membrée et couronnée d'azur, armée et languée d'or, et à senestre de deux clefs, l'une d'or, l'autre d'argent, passées en sautoir. |
| Blason de Meillonnas | Détails | Le statut officiel du blason reste à déterminer. |